# Шеварднадзе, Дмитрий Ираклиевич
Дми́трий Шевардна́дзе (груз. დიმიტრი შევარდნაძე; 1 декабря 1885 года — 13 сентября 1937 года) — грузинский художник и общественный деятель. Репрессирован в 1937 году.

## Биография
Родился 1 декабря 1885 года в деревне Бахви в области Гурия.
Окончил реальное училище, в 1907—1912 годах обучался в Мюнхенской академии художеств.
В 1916 году вернулся в Грузию. Участвовал в собирании произведений грузинских художников, в том числе Нико Пиросмани, реставрации старинных церквей, работал театральным художником (в этой области считается пионером), участвовал в съёмках первого грузинского художественного фильма «Кристина» (груз. ქრისტინე, 1916—1918). Участвовал в основании Грузинской национальной галереи искусств (1920), Грузинской академии искусств (1922). Был членом комитета по охране культурного наследия.
В 1917 году под руководством историка Эквтиме Такаишвили, вместе с поэтом-футуристом Ильёй Зданевичем, художниками Ладо Гудиашвили и Михаилом Чиаурели был в экспедиции по южным районам Грузии (территория Турции). Археологические мероприятия проходили в церквях Ишхан, Ошки и Хахули.
В 1937 году выступил против проекта Лаврентия Берии, который в то время был секретарём ЦК КП(б) Грузии, по сносу церкви Успения в Метехи. Получил от Берии предложение стать директором музея, в котором находилась бы масштабная копия церкви, в обмен на отказ от выступлений против её сноса, но не принял его. Вскоре был арестован и 13 сентября 1937 года расстрелян, однако церковь так и не была снесена. Архив Шеварднадзе сумели спасти художница Кетеван Магалашвили и двоюродная сестра Дмитрия, Кетеван Челидзе.
Дмитрий Шеварднадзе — двоюродный дед экс-президента Грузии Эдуарда Шеварднадзе.

## Память
Имя Дмитрия Шеварднадзе носит Национальная картинная галерея Грузии.